# Beatrix Nobis
Beatrix Nobis (* 12. Juni 1950; † 22. Juni 2024) war eine deutsche Kunsthistorikerin.

## Leben
Beatrix Nobis studierte an den Universitäten in Bonn und Braunschweig und wurde 1993 mit der Dissertation Kurt Schwitters und die romantische Ironie – ein Beitrag zur Deutung des Merz-Kunstbegriffes promoviert.
Nobis publizierte insbesondere zur klassischen Moderne und zur zeitgenössischen Kunst.

## Schriften
- Beatrix Nobis, Norbert Nobis: Siegfried Neuenhausen (= Niedersächsische Künstler der Gegenwart, Neue Folge, Band 22), Braunschweig: Westermann, 1984, ISBN 978-3-14-509122-5 und ISBN 3-14-509122-0
- Emil Cimiotti, Beatrix Nobis: Momente. Aus dem künstlerisch-wissenschaftlichen Entwicklungsvorhaben 1989/90, Katalog zur Ausstellung in der Galerie der Hochschule für Bildende Künste Braunschweig vom 4. September bis 4. Oktober 1991, Braunschweig: Galerie der Hochschule für Bildende Künste, 1991, ISBN 978-3-9803101-0-9 und ISBN 3-9803101-0-8
- Gina Gass. Arbeiten von 1984–1990, Langenhagen/Hannover: Edition Galerie Depelmann; Eutin: Galerie Schwedenkate, [1991], ISBN 978-3-928330-01-5 und ISBN 3-928330-01-2
- Klassische Moderne aus hannoverschem Privatbesitz. 19. Januar bis 16. Februar 1992, KUBUS an der Aegidienkirche / Hannoverscher Künstlerverein, Hannover: Hannoverscher Künstlerverein, 1992
- Kurt Schwitters und die romantische Ironie. Ein Beitrag zur Deutung des Merz-Kunstbegriffes, zugleich Dissertation 1993 an der Universität Braunschweig, Alfter: VDG, Verlag und Datenbank für Geisteswissenschaften, 1993, ISBN 978-3-929742-04-6 und ISBN 3-929742-04-7 und ISBN 978-3-95899-059-3 sowie ISBN 3-95899-059-2
- Hinnerk Schrader. Werkverzeichnis, Begleitschrift anlässlich der Ausstellung Hinnerk Schrader, Zeichnen – ein Lebenswerk im Kunstverein Hannover vom 16. März bis 28. April 1996, Hannover: Kunstverein, 1996, ISBN 978-3-9805041-0-2 und ISBN 3-9805041-0-7; Inhaltsverzeichnis
- Norbert Tadeusz (= Kunst der Gegenwart aus Niedersachsen, Bd. 45), hrsg. durch die Niedersächsische Lottostiftung, Hannover: Schäfer, ca. 1997, ISBN 978-3-88746-346-5 und ISBN 3-88746-346-3
- Klaus Dierßen, Beatrix Nobis: Karl Möllers, Ornamental, zur Ausstellung vom 25. April bis 18. Mai 2003 im Kunstverein Hildesheim, Hildesheim: Kunstverein, 2003, ISBN 978-3-935729-10-9 und ISBN 3-935729-10-3
- Yvonne Goulbier. Pierrots paradise, aus Anlass der Ausstellung vom 27. Juni bis 19. September 2004 im Mönchehaus-Museum für Moderne Kunst Goslar, Goslar: Mönchehaus Museum für Moderne Kunst, 2004
- Christian Grohn – Frei-Raum, zur Ausstellung im imago Kunstverein Wedemark vom 15. August bis 19. September 2010, Wedemark: Imago Kunstverein, [2010]